# Himeri (general)
Himeri (en llatí Himerius, en grec antic Ἱμέριος) va ser un general d'origen traci que va servir a l'exèrcit romà d'Orient de l'emperador Justinià I.
Apareix esmentat a les lluites que es van produir a Àfrica contra els vàndals i més tard apareix a Rhegium a Itàlia, segons diu l'historiador Procopi.